# Teenage Mutant Ninja Turtles: Mutant Mayhem
Teenage Mutant Ninja Turtles: Mutant Mayhem (bra: As Tartarugas Ninja: Caos Mutante; prt: Tartarugas Ninja: Caos Mutante) é um filme americano de animação digital do gênero comédia e aventura baseado na franquia Tartarugas Ninja, produzido pela Nickelodeon Animation Studio, Nickelodeon Movies e a Point Grey Pictures, e distribuído pela Paramount Pictures.
O filme foi lançado em 4 de agosto de 2023 nos Estados Unidos, pela Paramount Pictures. Uma série de televisão subsequente, Tales of the Teenage Mutant Ninja Turtles, estreou no serviço de streaming Paramount+ em agosto de 2024, e uma sequência de filme está prevista para ser lançada nos cinemas em 9 de outubro de 2026.

## Sinopse
Depois de anos sendo protegidos do mundo humano nos esgotos da cidade de Nova Iorque, quatro irmãos Tartarugas, que passaram suas vidas aprendendo ninjutsu, partem para a superfície para serem aceitos como adolescentes normais quando sua nova amiga April O'Neil os ajuda a enfrentar um notório sindicato do crime e um exército de mutantes.

## Elenco
- Nicolas Cantu como Leonardo
- Shamon Brown Jr. como Michelangelo
- Micah Abbey como Donatello
- Brady Noon como Raphael
- Jackie Chan como Splinter
- Ayo Edebiri como April O'Neil
- Seth Rogen como Bebop
- John Cena como Rocksteady
- Hannibal Buress como Genghis Sapo
- Rose Byrne como Leatherhead
- Ice Cube como Superfly
- Post Malone como Ray Fillet
- Paul Rudd como Mondo Gecko
- Maya Rudolph como Cynthia Utrom
- Natasia Demetriou como Wingnut
- Giancarlo Esposito como Baxter Stockman

## Produção
Em 30 de junho de 2020, um reboot da franquia Tartarugas Ninja em animação digital produzido pela Nickelodeon Animation Studio foi anunciado, sendo o primeiro filme para cinemas do estúdio. Seth Rogen e Evan Goldberg produziriam através de sua produtora Point Grey Pictures, com o codiretor de A Família Mitchell e a Revolta das Máquinas (2021), Jeff Rowe, como diretor, e roteiro do coroteirista de Vizinhos (2014), Brendan O'Brien. O presidente da Nickelodeon, Brian Robbins, descreveu o projeto como uma "reinvenção do próximo nível da franquia". Rowe disse que é um "prazer absoluto" dirigir o filme, sendo fã da franquia desde a infância. Em 4 de agosto de 2020, enquanto promovia seu filme An American Pickle, Rogen disse que o filme apresentaria elementos da franquia, da qual ele é fã de longa data, e "meio que aprimorar" elementos de seus filmes anteriores centrados em adolescentes.
Em junho de 2021, Rogen revelou uma imagem através de sua página no Twitter, que contém notas escolares escritas por Leonardo, a data de lançamento original do filme e detalhes na imagem. Mais tarde, em outubro daquele ano, o título do filme foi revelado como Teenage Mutant Ninja Turtles: The Next Chapter. Em fevereiro de 2022, uma arte conceitual foi lançada com uma primeira olhada aos designs da equipe titular. Em uma entrevista para a IGN na San Diego Comic-Con de 2022, Kevin Eastman, co-criador da franquia, expressou seu apoio a Rogen e o elogiou por sua visão para o filme. Em agosto, o título oficial foi revelado como Teenage Mutant Ninja Turtles: Mutant Mayhem.

### Escalação do elenco
Pela primeira vez na história da franquia, todas as quatro tartarugas foram dubladas por adolescentes reais, em oposição a atores adultos. Foi um pedido para manter a autenticidade do elemento adolescente no filme. Durante o Kids 'Choice Awards em março de 2023, Rogen revelou os atores adolescentes que interpretariam as Tartarugas no filme, consistindo em Nicolas Cantu como Leonardo, Shamon Brown Jr. como Michelangelo, Micah Abbey como Donatello e Brady Noon como Raphael. O restante do elenco foi anunciado na mesma apresentação, incluindo o próprio Rogen dublando Bebop, Jackie Chan como Splinter, Ayo Edebiri como April O'Neil, John Cena, que anteriormente dublou o Barão Draxum na primeira temporada da série animada O Despertar das Tartarugas Ninja, agora dublando Rocksteady, Hannibal Buress como Genghis Sapo, Rose Byrne e Natasia Demetriou como versões femininas de Leatherhead e Wingnut, Paul Rudd como Mondo Gecko, Ice Cube e Post Malone como Superfly e Ray Fillet, sendo o primeiro uma criação original para o filme, Maya Rudolph como Cynthia Utrom, e Giancarlo Esposito como Baxter Stockman.

### Animação
O trabalho na animação do filme começou em setembro de 2021. Os serviços de animação foram fornecidos pela Mikros Animation, em Montreal e Paris, junto das instalações da Cinesite em Vancouver. O design do filme foi inspirado em esboços que Rowe desenhou em seus cadernos escolares quando adolescente.
Em uma entrevista o designer de produção Yashar Kassai afirmou que com ferramentas modernas de animação e 3D, ele sente a responsabilidade de fazer algo visualmente "legal" para o novo filme semelhante a Homem-Aranha: No Aranhaverso (2018) e A Família Mitchell e a Revolta das Máquinas (2021).

## Música
A trilha sonora do filme se inspira e inclui canções do videogame Tony Hawk's Pro Skater original, uma escolha feita por Rowe. Rogen o descreveu como uma "variedade aleatória de música" que se encaixa bem enquanto compartilha a "mesma energia e espírito".

## Lançamento
Teenage Mutant Ninja Turtles: Mutant Mayhem foi lançado em 4 de agosto de 2023 nos Estados Unidos, pela Paramount Pictures. Ele foi provisoriamente previsto para 11 de agosto de 2023.
Em Portugal, o filme foi lançado em 10 de agosto de 2023 na versão dublada e legendada.
No Brasil, o filme foi lançado em 31 de agosto de 2023.

### Marketing
Rowe mostrou um trecho da animação no Festival de Cinema de Animação de Annecy em junho de 2022. Rafael Motamayor, do /Film, comparou a estética visual do filme a Arcane, ambos tendo um estilo punk que ele descreveu como divertido para o filme. Para acompanhar o anúncio do título em agosto, um mural promovendo o filme foi erguido na cidade de Nova Iorque. Uma prévia foi exibida no Kids' Choice Awards de 2023 em 4 de março, com o lançamento de um teaser trailer dois dias depois, apresentando a música "Can I Kick It?" de A Tribe Called Quest. Charles Pulliam-Moore, do The Verge, chamou a animação de "linda", destacando sua "direção de arte semelhante a um esboço e a textura arenosa". Escrevendo para The Escapist, Matthew Razak observou a natureza mais jovem das Tartarugas em comparação com as representações anteriores.
A Paramount Consumer Products formou uma parceria com a Playmates Toys e a Funrise Toys para figuras de ação e outros brinquedos. A marca de lanches PeaTos anunciou uma parceria promocional com o filme.

## Futuro
Robbins revelou em junho de 2022 que o filme é a primeira parte de uma franquia em potencial, depois de ficar impressionado com o amor de Rogen e Goldberg pela franquia.

### Série de televisão
Juntamente com o anúncio da sequência do filme, foi anunciada uma série de televisão animada em 2D de duas temporadas para a Paramount+. A série, intitulada Tales of the Teenage Mutant Ninja Turtles, foi relatada como uma ponte entre Mutant Mayhem e a sequência do filme. Christopher Yost e Alan Wan foram anunciados como produtores executivos e showrunners, respectivamente. É uma coprodução entre Nickelodeon Animation e Point Grey. Estreou na Paramount+ em 9 de agosto de 2024.

### Vídeo game
Em setembro de 2023, foi noticiado que um videogame ambientado no universo do filme seria lançado em 2024. O jogo, Teenage Mutant Ninja Turtles: Mutants Unleashed, é um jogo de plataforma beat 'em up 3D desenvolvido pela A Heartful of Games e publicado pela Outright Games. O lançamento está previsto para Nintendo Switch, Playstation 4, Playstation 5, Xbox One, Xbox Series X/S e Microsoft Windows em 18 de outubro de 2024.